# Sinder
Sinder este o comună rurală din departamentul Tillabéri, regiunea Tillabéri, Niger, cu o populație de 25.133 de locuitori (2001).